# Miura Baien

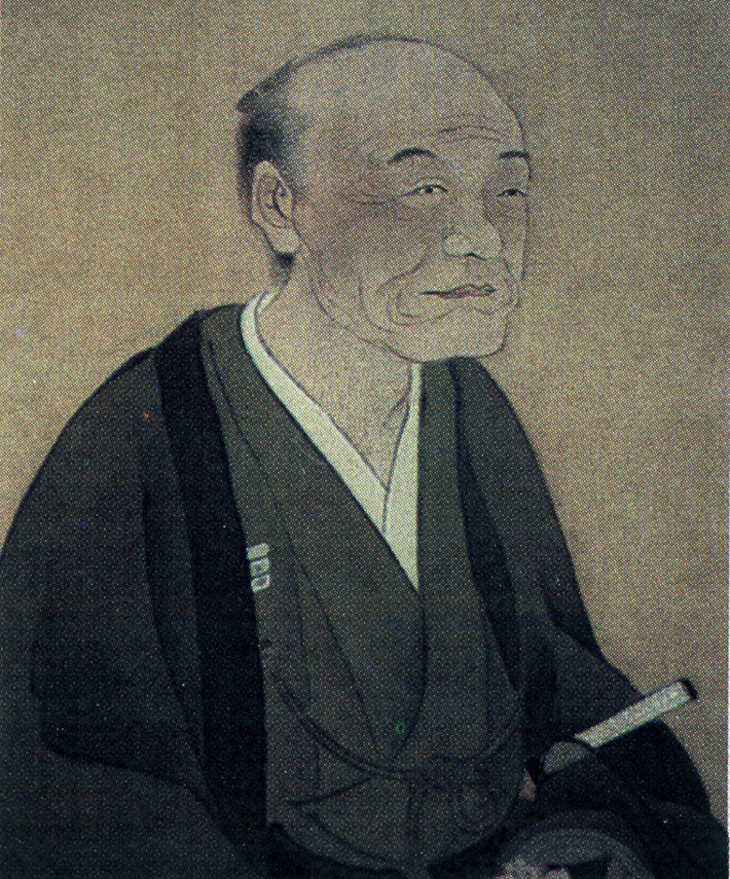
Miura Baien (Besitz der Stadt Kunisaki, Präfektur Oita)

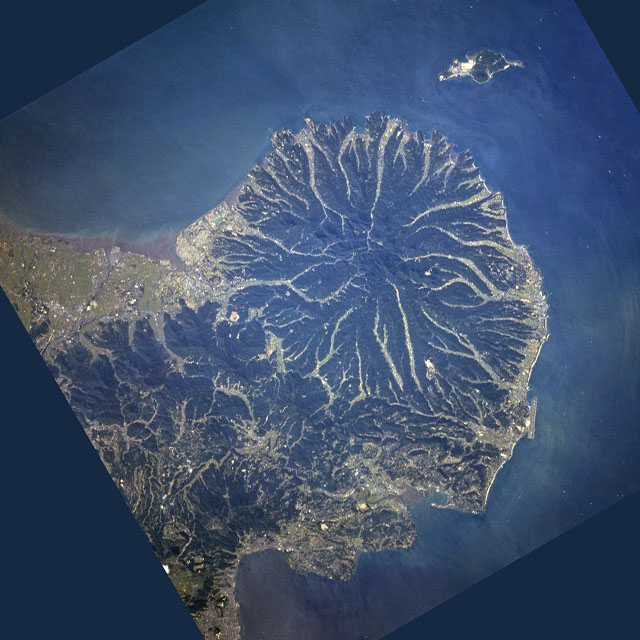
Die Halbinsel Kunisaki (Präfektur Ōita)

Miura Baien (japanisch 三浦 梅園), (* 1. September 1723 (jap. Kalender: Kyohō 8/8/2) im Dorf Tominaga (富永村), Provinz Bungo (heute: Tokikiyo, Akimachi, Kunisaki, Präfektur Ōita); † 9. April 1789 (jap. Kalender: Kansei 1/3/14) ebenda, war ein japanischer Philosoph der Edo-Zeit, der in einem weitgehend abgeschiedenen Leben Fragen der Erkenntnistheorie, Naturkunde, Wirtschaft usw. nachging und originelle Konzepte entwickelte. Zusammen mit Hoashi Banri (1778–1852) und Hirose Tansō (1782–1856) zählt er zu den Bungo sankenjin (豊後三賢人), den „Drei Weisen der Provinz Bungo“.

## Leben
Miura Baien alias Yasusada (安貞) wuchs unter dem Namen Tatsujirō (辰次郎) und Susumu (晋) als zweiter Sohn und fünftes Kind des Landarztes Miura Giichi (三浦 義一) in einem langgestreckten Tal auf der Halbinsel Kunisaki im Osten Kyushus auf. Den heute üblichen Namen Baien (wörtl. Pflaumengarten) benutzte er erst später als Autor. Da sein älterer Bruder früh starb, übernahm er die von seinem Urgroßvater begründete ärztliche Praxis und wirkte zeit seines Lebens als Arzt.
Im Dorf gab es keine Schule, weshalb der Vater für eine intensive Grundausbildung sorgte. Miuras weitere Bildungsgeschichte fiel jedoch bescheiden aus. Im Alter von 16 Jahren zog er zu dem Konfuzianer und Arzt Ayabe Keisai (綾部 絅斎, 1676－1750) im 15 Kilometer entfernten Kitsuki (杵築), von dem er insgesamt vier Jahre geschult wurde. 1739 und 1743 kam es zum kurzen Austausch mit dem Konfuzianer Fujita Keisho (藤田 敬所, 1698－1776) im benachbarten Lehen Nakatsu. Doch den größten Teil seines profunden Wissens eignete er sich im Selbststudium an. Den Umfang und die Intensität seiner Lektüre belegen seine über 40 Jahre lang geführten Memoranda.
Bis auf zwei Reisen nach Nagasaki (1745, 1778) und eine Pilgerfahrt zum Ise-Schrein (1750) blieb Miura zeit seines Lebens dem heimatlichen Umfeld verbunden. Versuche der Feudalherren von Mori, Kurume und Kokura, ihn zur Annahme einer Stelle als Lehnsgelehrter zu bewegen, blieben erfolglos. Ebenso das Angebot des Matsudaira Sadanobu kurz vor Miuras Tod. Neben der ärztlichen Praxis betrieb er Landwirtschaft und unterrichtete die kleine Zahl seiner Schüler.
Bis ins Alter stieg er auf die Berge in der Umgebung seines Dorfes. Im Sommer 1788 wurde er zum ersten Mal in seinem Leben schwer krank. Nach langem Siechtum starb er im Frühling des folgenden Jahres, in seine besten Gewänder gekleidet und der konfuzianischen Tradition folgend mit nach Süden gewandtem Gesicht.

## Wirken und Werk
Schon in frühen Jahren fesselte ihn die chinesische Dichtkunst, die er bis ins hohe Alter pflegte. Siehe hierzu Miuras sechsbändige Schrift Shitetsu (詩轍), 1786. Ebenfalls früh wandte er sich den Phänomenen der Natur zu, wobei er mit dem daoistischen Klassiker Huainanzi (淮南子) aus dem 2. Jh. v. u. Z. begann und über das ca. 1675 von You Yi verfasste Tianjing Huowen (天經或問) die in China von den Jesuiten vermittelten Grundlagen der aristotelischen Naturphilosophie von der Kosmologie bis zur Meteorologie kennenlernte.
Im Alter von 29 oder 30 Jahren wird eine intensive Beschäftigung mit der Philosophie des Qi (jap. ki) deutlich. Ein im Laufe der Zeit 23 Mal überarbeitetes und umtituliertes Manuskript bildete die Grundlage seiner 1775 abgeschlossenen Schrift Gengo (玄語, „Dunkle Worte“). 1755 begann er mit der Arbeit an einem Manuskript, das nach 15 Überarbeitungen im Jahre 1789 unter dem Titel Zeigo (贅語, „Überflüssige Worte“) abgeschlossen wurde und die Theorien der Vergangenheit einer kritischen Überprüfung unterzieht. Eine 1760 begonnene moralphilosophische Schrift Kango (敢語, „Entschlossene Worte“) war hingegen bereits 1763 fertig. Diese drei Haupttexte seines Schaffens werden in Japan als „Baiens Drei Worte“ (Baien sango, 梅園三語) bezeichnet.
Wie wir aus seinem Tagebuch (Kizanroku 帰山録) wissen, machte er bei seiner zweiten Reise in Nagasaki die Bekanntschaft einiger, für ihre Holland-Studien (Rangaku) renommierter Persönlichkeiten wie Motoki Ryōei (本木 良永, 1735–1794), Matsumura Mototsuna (松村 元綱) und Yoshio Kōsaku alias Kōgyū. Durch sie lernte er erstmals das wissenschaftliche Denken Europas kennen. Aber auch in Nakatsu stieß er auf ins Land geschmuggelte Bücher, die die Jesuiten in Beijing in chinesischer Sprache publiziert hatten. Nach und nach wurde sein Empirizismus deutlicher. Die heliozentrische Kosmologie des Westens fesselte ihn, schien ihn aber auch zu verwirren. Miuras Universum hatte weder Anfang noch Ende. Mit der biblischen Schöpfungsgeschichte und der Einteilung der Woche in sieben Tage konnte er ebenso wenig anfangen wie mit dem Mu des Buddhismus. Die Bücher, Instrumente, Heilmittel usw. im Hause von Yoshio Kōsaku, der als Hauptdolmetscher der niederländischen Handelsniederlassung Dejima eine landesweit berühmte Sammlung angelegt hatte, hinterließen einen tiefen Eindruck.
Miura zeigte ein starkes Interesse am Wandel in der Natur. Der Himmel bringe unablässig Dinge hervor. Im Unterschied zu seinen neokonfuzianischen Zeitgenossen, die einen Dualismus des metaphysischen Prinzips li und der materiellen Kraft Qi vertraten, erkennt man bei ihm – ähnlich wie bei Kaibara Ekiken – eine stärkere, monistische Tendenz zu Letzterem. Miuras „Ursprungs-Qi“  (ichi genki) erfüllt den Kosmos, nichts kann ohne es existieren. Auf der Suche nach einer allumfassenden Deutung der inneren und äußeren Strukturen der Dinge entwickelte er, gestützt auf zunehmend komplexere Diagramme eine Art Dialektik, in der Gegensätze als eins gesehen werden, sich aufheben. Seine „Lehre der rationalen Ordnung“ (jōrigaku, 条理学) verlangt zugleich die empirische Überprüfung und eine kritische Infragestellung der eigenen Verfahren der Wissensgewinnung.
Miuras 1773 abgeschlossenes Werk Kagen (価原, Ursprung des Werts) gilt als bedeutende ökonomische Schrift, in der er dem Wesen und den gesellschaftlichen Wirkungen des Werts nachgeht. Hier finden wir Überlegungen zum Zusammenhang zwischen der Menge des Geldes (Gold, Silber) und dem Preis, zu den Auswirkungen einer schwindenden Nahrungsmittelproduktion, über die zwei Seiten einer hohen Entlohnung, zum Aufkommen der Kluft zwischen arm und reich u. a. m. Eine Sentenz erinnert gar an das Greshamsche Gesetz: „Wenn schlechtes Geld (mit vermindertem Edelmetallgehalt) weithin zirkuliert, versteckt sich das gute Geld“. Eine stabile Gesellschaft verlangt nach Miuras Ansicht eine Mindestsicherung der Lebensgrundlagen, Vorratshaltung, die Eindämmung von überflüssigem Luxus, eine angemessene Entlohnung, die Besteuerung der Reichen sowie öffentliche Projekte und eine gute Erziehung der Kinder zur Förderung der Produktion.
Eine besondere Begeisterung für die ärztliche Kunst ist nicht erkennbar. Natürlich ging er im Rahmen seiner Naturphilosophie auf den menschlichen Körper ein, doch nennenswerte medizinische Forschungen sind nicht überliefert. Miura machte aber als Erster auf die anatomischen Hängerollen des Augenarztes Negoro Tōshuku (1698–1755) aufmerksam, die er in Nakatsu im Hause von dessen Sohn Tōrin kopierte und als Vorläufer der durch Yamawaki Tōyō im Jahre 1754 eingeleiteten Leichensektionen pries.
Miura war trotz seiner Lebensumstände in einer noch heute abgeschiedenen Region der Insel Kyushu kein weltfremder Einzelgänger. Wie seinem Vater war ihm die Unterstützung der armen Landbevölkerung ein Herzensangelegenheit. 1756 organisierte er eine Barmherzigkeitsgenossenschaft (jihi mujinkō, 慈悲無尽講), die ihren Mitgliedern Kredite zu günstigen Bedingungen gab. Als in seinen späten Jahren Miuras schwere Erkrankung bekannt wurde, sammelten diese wiederum Geld, um seine „Dunklen Worte“ und „Überflüssigen Worte“ zum Druck zu bringen.
Die Zahl von Miuras Schülern war – auch wegen der abgeschiedenen Lage seiner Schule – nicht allzu groß. Die 1766 geschriebenen „Schul-Regularien“ (jukusei, 塾制) zeigen, dass hier ähnlich wie in Hirose Tansōs Akademie Kangien der soziale Status und Vermögensverhältnisse keine Rolle spielten, die Stellung seiner Schüler auf deren Leistungen basierte. Lernen sublimiere den Menschen. Es sollte nicht zur Schaustellung in der Gesellschaft dienen. Um den Horizont seiner Zöglinge zu erweitern, schickte Miura sie nötigenfalls zu anderen, weiterführenden Institutionen. Zudem war es unzufriedenen Schülern freigestellt, die Schule jederzeit zu verlassen.
Miuras Originalität fand ungeachtet der Komplexität seiner Gedankengänge unter Zeitgenossen durchaus eine gewisse Anerkennung. Doch 1790, also ein Jahr nach seinem Tode, erließ die Regierung ein „Verbot heterodoxer Lehren“ (寛政異学の禁, Kansei igaku no kin), das derlei fruchtbare, doch systemsprengende Versuche zu unterdrücken suchte. Dass Miuras Aufzeichnungen erhalten blieben, ist das Verdienst seiner Nachfahren, denen es aber lange nicht vergönnt war, für eine weitere Verbreitung zu sorgen.

## Gegenwart
Miuras Haus steht noch heute in Aki zusammen mit einem kleinen Museum, Campingplatz, Hotel sowie einer Sternwarte als „Heimat Baiens“ (Baien no sato). Eine 1975 gegründete Miura-Baien-Gesellschaft (Baien Gakkai) widmet sich der Erforschung seines Werkes.

## Schriften
- Takahashi, Masakazu (hrsg): Baien Shiryōshū (Gesammelte Werke). Tokyo: Perikansha, 1989 (高橋正和編『梅園資料集』 ぺりかん社)
- Saikusa, Hiroto (hrsg.): Miura Baienshū (Miura Baien Sammlung). Tokyo: Iwanami Bunko, 1953 (三枝博音編『三浦梅園集』 岩波文庫)
- Miura Baien: Kagen – Vom Ursprung des Wertes – Faksimile der zwischen 1773 und 1789 entstandenen Handschrift. Mit Kommentarbeiträgen von Günther Distelrath, Kurt Dopfer, Josef Kreiner, Masamichi Komuro, Hidetomi Tanaka und Kiichiro Yagi. Düsseldorf: Verlag Wirtschaft und Finanzen, 2001
- Mercer, Rosemary (ed.):  Miura Baien, Deep Words – Miura Baien's System of Natural Philosophy. Brill, 1997